# Marilla (Nueva York)
Marilla es un pueblo ubicado en el condado de Erie en el estado estadounidense de Nueva York. En el año 2000 tenía una población de 5.709 habitantes y una densidad poblacional de 80 personas por km².

## Geografía
Marilla se encuentra ubicado en las coordenadas 42°49′36″N 78°32′14″O / 42.82667, -78.53722.

## Demografía
Según la Oficina del Censo en 2000 los ingresos medios por hogar en la localidad eran de $51,868, y los ingresos medios por familia eran $56,572. Los hombres tenían unos ingresos medios de $41,477 frente a los $23,700 para las mujeres. La renta per cápita para la localidad era de $23,820. Alrededor del 3.7% de la población estaban por debajo del umbral de pobreza.